# Kelemen első levele
Kelemen első levele egy olyan levél, amely címzettjei a Korinthosz városában élő keresztények. A mű I. Kelemennek, Róma negyedik püspökének tulajdonítható, és biztosra veszik, hogy ő írta. Egyesek alapján a levél valamivel Kr. u. 70 előtt készült, a kutatók többsége azonban inkább Domitianus uralkodásának végére teszi, 95–96-ra.
Az Apostoli Atyák gyűjtemény részeként egyes korai keresztények szent szövegként kezelték a művet. Néhány Bibliában szerepelt, például a Codex Alexandrinusban, de nem szerepel a 27 könyvből álló mai újszövetségi kánonban. A művet újszövetségi apokrifként ismerik, és ez az irat ebben a csoportban a legkorábbiak egyike.
A levél körülbelül negyven évvel későbbi, mint a Tarzuszi Pál (apostol) által ugyanannak a korinthoszi közösségnek címzett két levele. 
Kelemen a hírnevének nagy részét ennek a szövegnek köszönheti, amely máig az egyetlen ismert írása. Kelemen második levele néven is ismert egy irat, de ez egy másik szerző későbbi munkája.

## Tartalma
Az írás 65 fejezetből áll és az egész a korinthoszi egyházban kirobbant nézeteltérésekkel, konfliktussal foglalkozik.
A levelet egy korinthusi vita okozta, amely több presbiter elmozdításához vezetett. Mivel a presbiterek egyikét sem vádolták erkölcsi vétséggel, Kelemen azt állítja, hogy elmozdításuk durva és indokolatlan volt. A levél igen hosszú – kétszer olyan hosszú, mint a Zsidókhoz írt levél –, és sok utalást tartalmaz az Ószövetségre.
Felszólítja a korinthusiakat, hogy térjenek meg, és állítsák vissza hivatalába azokat a vezetőket, akiket leváltottak. Elmondja, hogy az apostolok "felvigyázókat és presbitereket" neveztek ki és hogy a keresztényeknek engedelmeskedniük kell feletteseiknek. A szerző felváltva használja a püspökök (felvigyázók, episzkoposz) és a vének (presbiterek) kifejezéseket.
Ezenkívül a levél Pál és Péter vértanúságára hivatkozik (5:4-6:1). 
A levél akkoriban íródott, amikor több keresztény már élesen tudatában volt annak, hogy Jézus nem úgy tér vissza, ahogyan azt várták. Péter második leveléhez hasonlóan ez a levél is bírálja azokat, akiknek kétségeik voltak a hittel kapcsolatban, mert a második eljövetel még nem következett be.

## Hatása
Kelemen első levelét az 5. századig olvasták egyes templomokban az istentiszteletek során, például i.sz. 170 körül Korinthoszban a vasárnapi istentiszteleteken, de máshol is. A szíriai egyház szentírásnak tekintette. Más régiókban azonban nem ért el kánoni presztízst.